# Colt Cobra
El revólver Colt Cobra es una versión aligerada del Colt Detective Special. Construido con un armazón de aleación, fue producido desde 1951 hasta 1986. Es empleado por la Prefectura de Policía de París y fue el arma utilizada por Jack Ruby para asesinar a Lee Harvey Oswald. Es el arma favorita de los héroes de Auguste Le Breton. También es el arma que usó Monika Ertl el 1 de abril de 1971 para matar en el consulado de Bolivia en Hamburgo al excoronel Roberto Quintanilla, en ese entonces cónsul allí, que había sido el determinador del ajusticiamiento de Ernesto "Che" Guevara el 9 de octubre de 1967 en La Higuera, Bolivia. En el video de noticias se aprecia nítidamente que Monika usó la versión de cañón de 76 mm. El video puede verse en el portal de Hans Kottke.

## Funcionamiento
Este popular revólver es de Doble Acción. Tiene un armazón del mismo tipo de aleación de aluminio utilizado por la industria aeronáutica. Su cañón es de tipo ligero y después fue cambiado por uno pesado, medía 51 mm (a veces 76 mm). Su tambor se abre hacia la izquierda y tiene una capacidad de 6 cartuchos .38 Special. La varilla del eyector no estaba protegida en los revólveres producidos antes de 1977, siendo después protegida por una cubierta. El punto de mira es pequeño y tiene forma de casa con techo a dos aguas irregular.
- Datos: Q2630747
- Multimedia: Colt Cobra / Q2630747